# Alessandro Berri

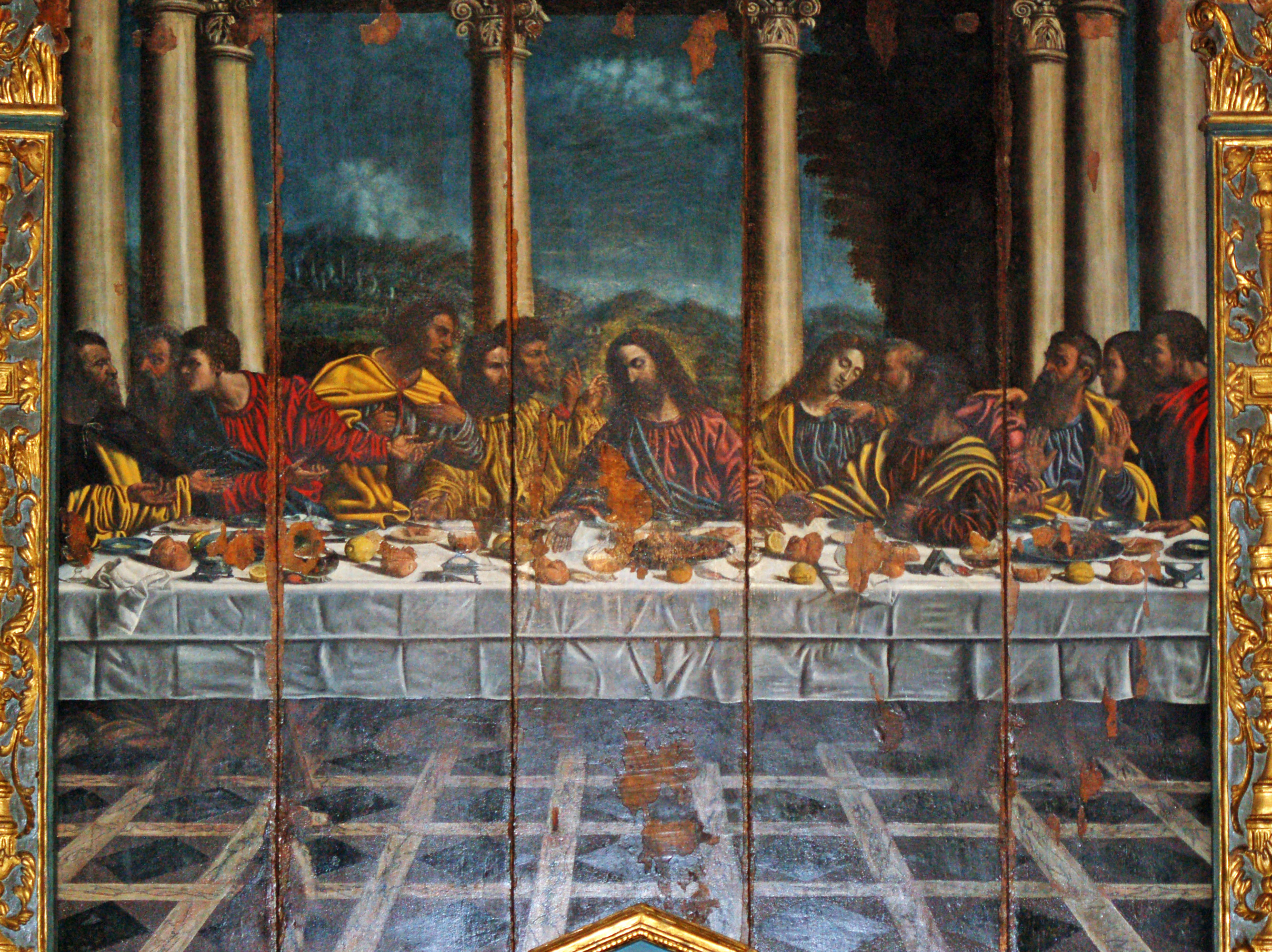
Alessandro Berri - Ultima Cena, 1540, Castelnuovo Scrivia, Alessandria, Italia

Alessandro Berri ( Castelnuovo Scrivia, finales del siglo XV - Castelnuovo Scrivia  segunda mitad del siglo XVI) fue un pintor italiano que vivió en el Piamonte alrededor del siglo XV. 

## Vida
No hay información clara sobre sus fechas de nacimiento y muerte, porque la mayoría de las fuentes sobre él son del siglo XIX.
Sin embargo, estas fuentes dicen que su lugar de nacimiento fue Castelnuovo Scrivia (una ciudad en la provincia de Alessandria ) y que era sobrino de Vincenzo Bandello (tío del novelista Matteo Bandello ) el prior de la iglesia de Santa Maria delle Grazie en Milán durante el período en que Leonardo pintó " La última cena ". 
Según el historiador del siglo XIX Goffredo Casalis, gracias a la intercesión de Vincenzo Bandello, Leonardo se convirtió en el tutor de Alessandro Berri: ". . (Leonardo) ... pasó bastante tiempo en Castelnuovo, donde [Alessandro Berri] fue presentado [a Leonardo] a través de Matteo Bandello y su tío Vincenzo ... (Leonardo) aceptó entrenar a Alessandro Berri en el arte de pintar ... "  .
Estas fuentes también cuentan que Alessandro Berri se convirtió en un "alumno distinguido"  de su gran Maestro. 
No hay más fuentes de información que puedan proporcionar datos exactos sobre el desarrollo artístico y pictórico de Alessandro Berri. 
De la investigación realizada recientemente, Alessandro Berri estuvo casado con Gabriella Signorio, vivió en Castelnuovo Scrivia en el distrito de "de Molinis", se sabe que tuvo 6 hijos y no se puede excluir que tuviera otros. 

## Trabajos
Su obra de arte más conocida es una copia de la Ultima Cena" , que se puede admirar sobre el altar de la capilla del Corpus Domini de la iglesia de los Santos Pedro y Pablo en Castelnuovo Scrivia. 
La obra de arte (260x265 cm) está pintada en una mesa hecha de cinco piezas de madera de álamo encargada por la " Compañía del Santísimo Sacramento " de Castelnuovo Scrivia , de la que Alessandro Berri era un hermano miembro. 
Bajó considerablemente su costo tanto por el amor a su Compañía como por " la buena sensación de tener que dejar este importante recuerdo de su virtud a su País en un lugar tan importante ... ".
La pintura en sí misma puede verse como una copia de "La última cena" de Leonardo. 
Otras obras conocidas son: 

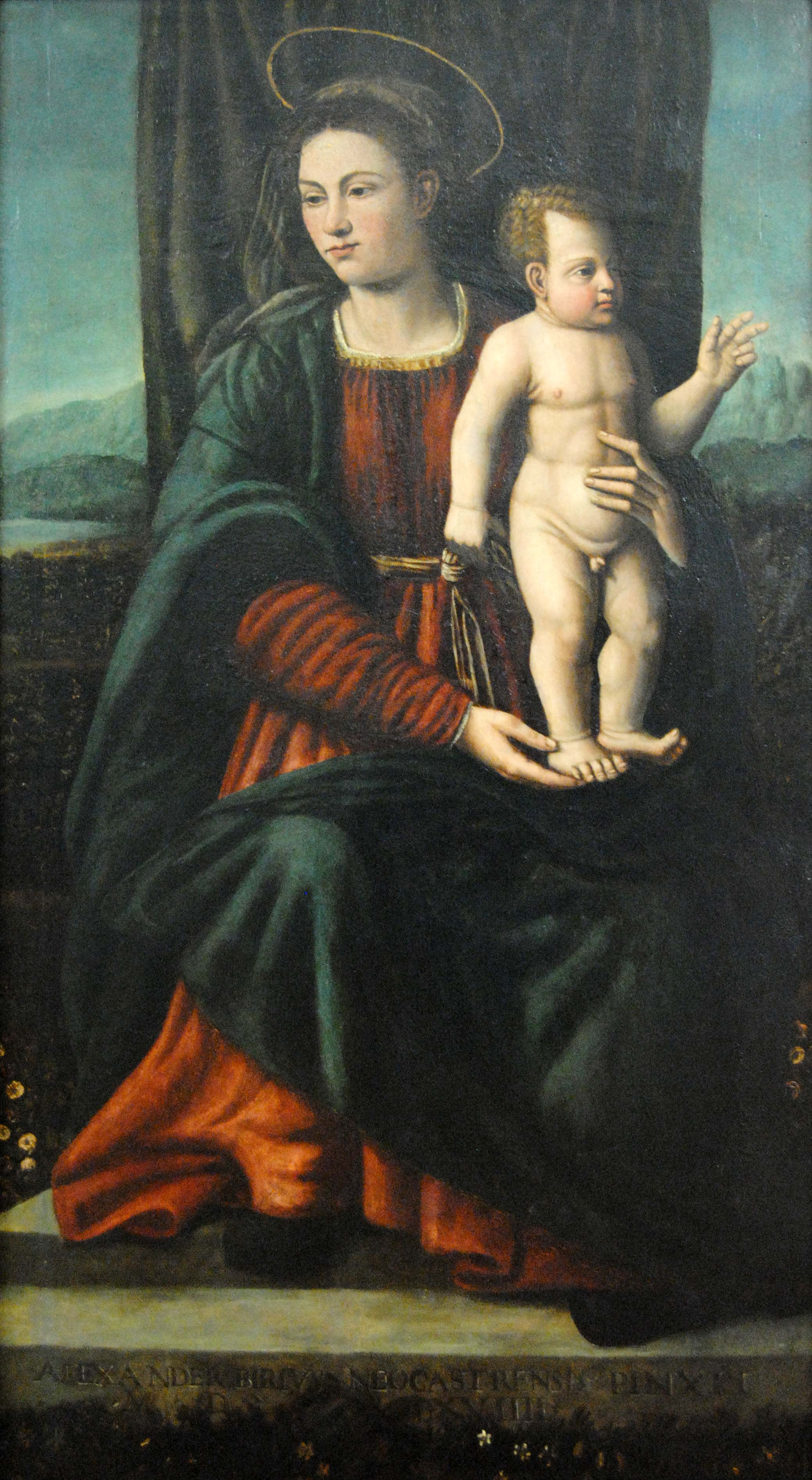
Alessandro Berri - "Madonna in trono con bambino", 1569, Castelnuovo Scrivia, Alessandria, Italia

- Una pintura al óleo "Madonna in trono con Bambino " (1569) que en el pasado se encontraba en la galería de imágenes de Tortona y ahora se conserva en el Museo Cívico del Palazzo Centurione (ubicación del Ayuntamiento) de Castelnuovo Scrivia.  La pintura está firmada en la parte inferior  "Alexander Birius neocastrensis pinxit anno 1569" ;
- los frescos en la parte sur de la sala " dell'Arengo " del Castello Podestarile o Palacio Pretorio (Castillo de Torriani e Bandello) en Castelnuovo Scrivia. En la parte inferior de un adorno está la inscripción "De Berris faciebat 1557 ";
- el escudo de la familia Avalos Gonzaga , gobernantes de Castelnuovo Scrivia desde 1526 hasta 1588, en el Castillo de Torriani e Bandello;
- dos frescos que representan a los Profetas (1570-1571) a ambos lados del altar en la capilla del Corpus Domini, ordenados por la " Compañía del Santísimo Sacramento ".

Acreditado a Alessandro Berri es también el escalón del altar de "La Última Cena", donde se ilustran algunas historias de la Pasión. Esta obra de arte, recortada en el centro para insertar un tabernáculo, fue redescubierta durante los trabajos de restauración de 1986 de "La Última Cena" oculta por el marco inferior de madera del altar. 